# Pseudasphondylia kiritanii
Pseudasphondylia kiritanii är en tvåvingeart som beskrevs av Makoto Tokuda och Junichi Yukawa 2005. Pseudasphondylia kiritanii ingår i släktet Pseudasphondylia och familjen gallmyggor. Inga underarter finns listade i Catalogue of Life.